# Emma Normandská
Emma Normandská (985? – 6. března 1052, Winchester) byla dcera Richarda, vévody z Normandie, a jeho druhé ženy Gunnory. Byla dvakrát anglickou královnou – nejprve jako druhá žena krále Ethelreda II. a poté jako druhá žena Knuta Velikého.
Dva z jejích synů, po jednom s každým manželem, a dva její nevlastní synové, také po jednom od každého manžela, se stali anglickými králi, podobně jako její prasynovec Vilém I. Dobyvatel.

## Dvakrát anglickou královnou
Ethelredův sňatek s Emmou byl projevem anglické strategie odvrácení útoku z nebezpečné Normandie. Ta byla vazalem francouzských králů a Anglie byla prvním cílem jejich expanze. Angličtí králové si tak nemohli dovolit podcenění normanské hrozby. Podobnou strategii zvolil i Knut, když se stal králem anglickým. Po dánské invazi do Anglie roku 1013 byli Emmini synové, které měla s Ethelredem, Eduard a Alfred Aetheling, posláni do exilu v Normandii. Knut se po smrti Ethelreda a Emmina nevlastního syna Edmunda s ní oženil sám. Byl již ženatý s Ælfgifu z Northamptonu, v té době však bylo přípustné zapudit jednu manželku a oženit se s jinou ženou.
Knut stanovil, že se jeho a Emmin syn Hardiknut stane jeho následníkem; tak si zajistil spokojenost Normanů a odradil je od invaze.

## Vdova
Po Knutově smrti se Eduard a Alfréd vrátili roku 1036 z exilu do Anglie, aby pod Hardiknutovou ochranou navštívili svou matku. Tato akce ale byla považována Haroldem I. (Knutovým synem s jeho první ženou, který se stal za podpory větší části anglické šlechty králem Anglie), za nebezpečný útok na jeho pozici. Alfréd byl zajat, oslepen a brzy nato na následky zranění zemřel. Staršímu Eduardovi se podařilo uniknout do Normandie. Emma sama brzy poté odešla do Brugg na dvůr hraběte z Flander.
Po smrti Harolda I. nastoupil na anglický trůn Hardiknut, který povolil Eduardův návrat do Anglie, a poté oznámil Normanům, že Eduard se stane králem, pokud on sám zemře bezdětný. Eduard po Hardiknutově smrti skutečně nastoupil na anglický trůn jako Eduard III. Emma se rovněž vrátila do Anglie, i když se musela držet v ústraní, protože podporovala Magnuse Norského a ne vlastního syna Eduarda. Zdá se, že Emma neměla ke svým dětem z prvního manželství příliš vřelý vztah.
Emma Normanská byla vždy až druhou manželkou svého muže. Nicméně její manželství s vlivnými muži anglického království vytvořilo silné vazby mezi Anglií a Normandií, které kulminovaly za doby jejího prasynovce Viléma Dobyvatele roku 1066 ovládnutím Anglie Normany.